# Poul Schröder
Poul Henning Schröder, född 25 juli 1906 i Köpenhamn, död 3 december 1979 i Annedals församling, Göteborg, var en dansk-svensk inredningsarkitekt.
Schröder, som var son till Anthon Schrøder och Agnes Gantzel, studerade vid Lyngby och Köpenhamns tecknarskolor 1928 och vid Süddeutsche Schreinerfachschule von Carl Maibaum i Nürnberg 1929. Han blev konsulterande arkitekt i Köpenhamn 1930, i Malmö 1933 och vid AB Ferd. Lundquist & Co i Göteborg 1944.